# Klára Rajnai
Klára Rajnai (Budapeste, 21 de novembro de 1953) é uma ex-canoísta de velocidade húngara na modalidade de canoagem.

## Carreira
Foi vencedora da medalha de Prata em K-2 500 m em Montreal 1976 junto com a sua colega de equipa Anna Pfeffer.
Foi vencedora da medalha de Bronze em K-1 500 m em Montreal 1976.